# 自動車都市

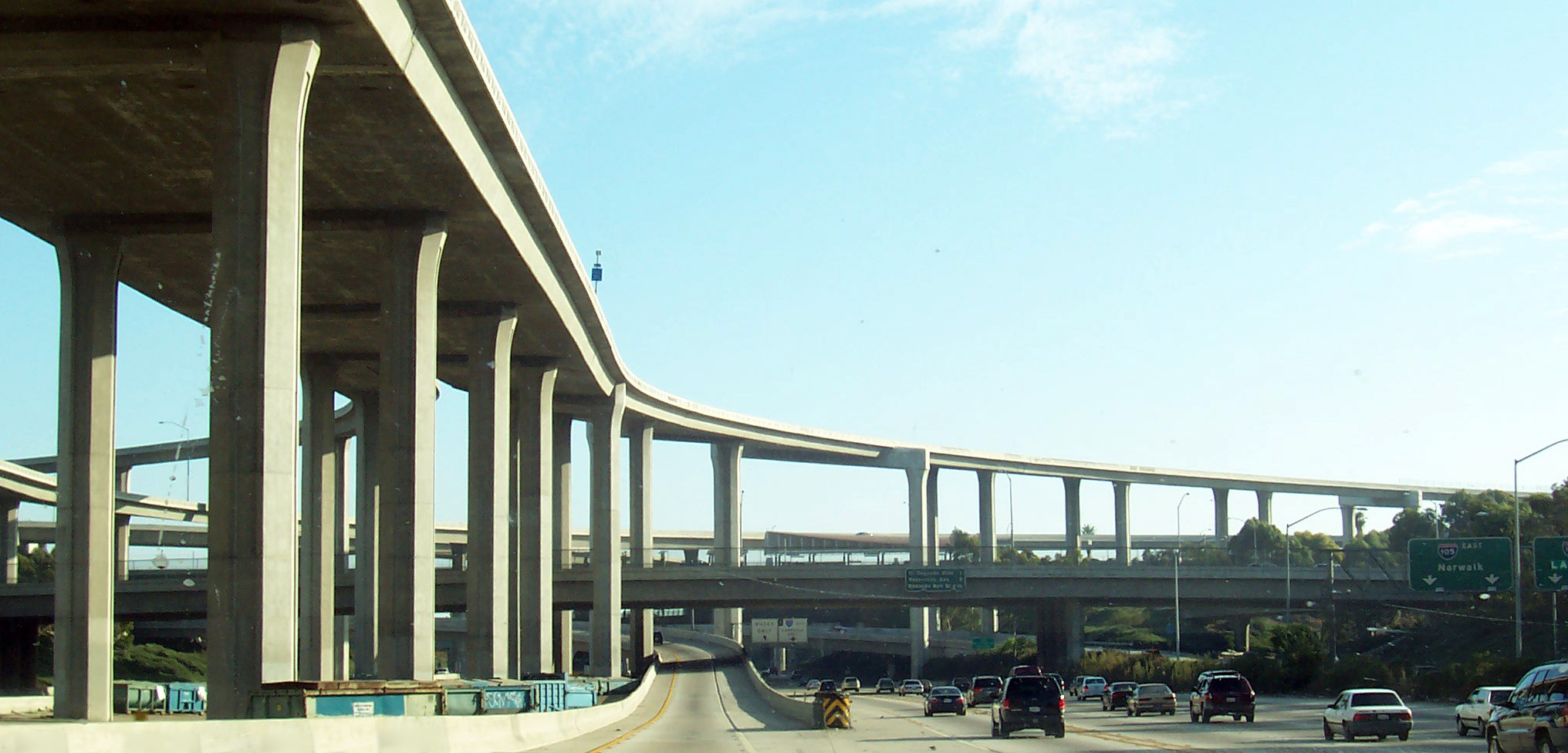
自動車都市の構造環境である ロサンゼルス フリーウェイ インターチェンジ

自動車都市（じどうしゃとし、Automotive city）またはオートシティとは、道路網, 駐車場、自動車と歩行者のインターフェース技術、私道やガレージのある一戸建て住宅を含む 低密度の市街地 など建造環境の推進による 「物理的な計画」と、交通安全/自動車キャンペーン、自動車法、自動車のための公共空間としての道路の社会的再構築など都市の道路利用に関する社会政策による「ソフトプログラミング」を通じて、自家用車などプライベート交通機関による人々の移動を促進し奨励する都市である。

## 起源
| 「                                                                                            | 「道路全体で徒歩であれ運転であれ、皆平等な権利を持つという古い慣習法は、現代の交通要件に道を譲らなければならない」 | 」 |
| —1924年のロサンゼルス交通委員会のコンサルタント、マクリントック（(Norton, 2008, p. 164)より） | |    |

北米で20世紀初頭に自動車が急速に普及し他の交通手段を凌駕した原因は、様々な説が対立してきた。その中でも特に説得力のある論拠は以下の2つである。
- 都市住民は自動車を自由な交通手段として好んで選択した[1]。
- 自動車産業の利益を狙った企業や専門職のエリートによって、意図的に公共交通機関を犠牲にして自動車を推進した（ゼネラルモーターズによる路面電車廃止陰謀説を参照）[2]

どちらの議論も微妙な差異はあるものの、自動車所有と自動車の生産・消費の擁護という基本原則は、1900年代初頭にアメリカの自動車製造を急成長させた。1920年代後半、自動車産業は毎年数百万台の自動車を生産し、生産性を劇的に向上させたフォーディズムによる産業現象・社会学も急成長の原因である。
自動車都市は、急速に拡大する自動車市場への道を開こうとした道路整備運動による旧来の慣習への攻撃と、消費と自由市場に関連する個人の自由が、建造環境と使用の制限的統治を後退させたことから誕生した可能性がある。 1930年代までには、自動車産業の利益、声高に主張する都市の自動車運転者の少数派の増加、および好意的な政治的感情の相互作用により、都市の道路が自動車専用の空間として再構築され、歩行者など以前の利用者の正当性が否定され、自動車都市の基礎が築かれた。
この変革には、交通標識やインフラ設計の言語（記号）、規則、法律など、システムの開発と展開が必須であった。

## 20世紀

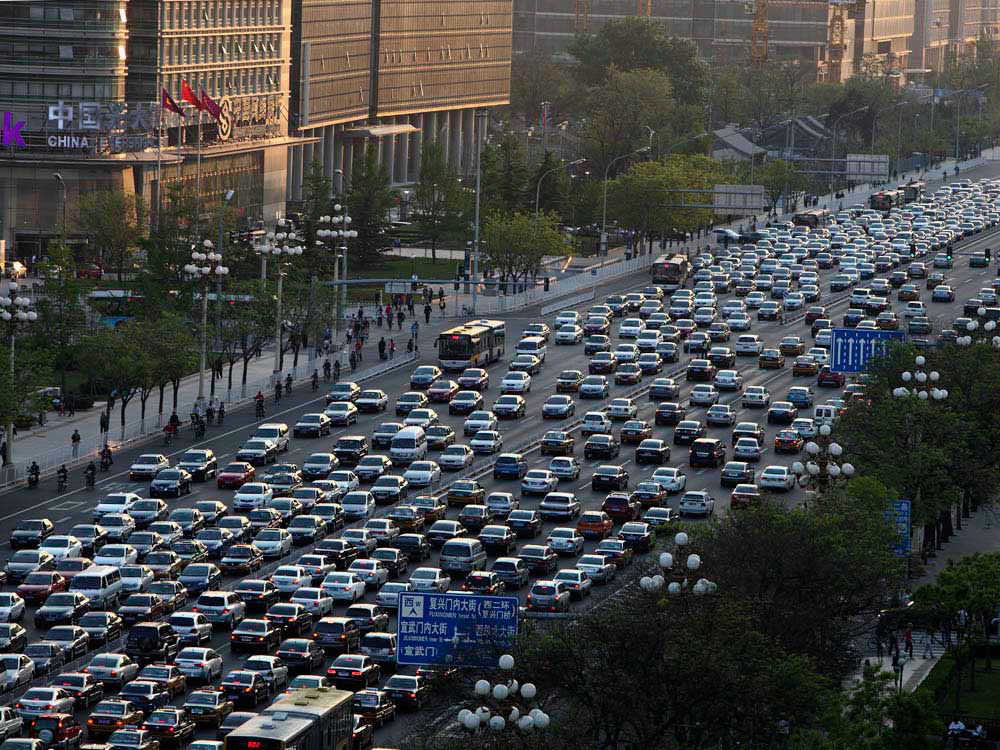
北京の長安街

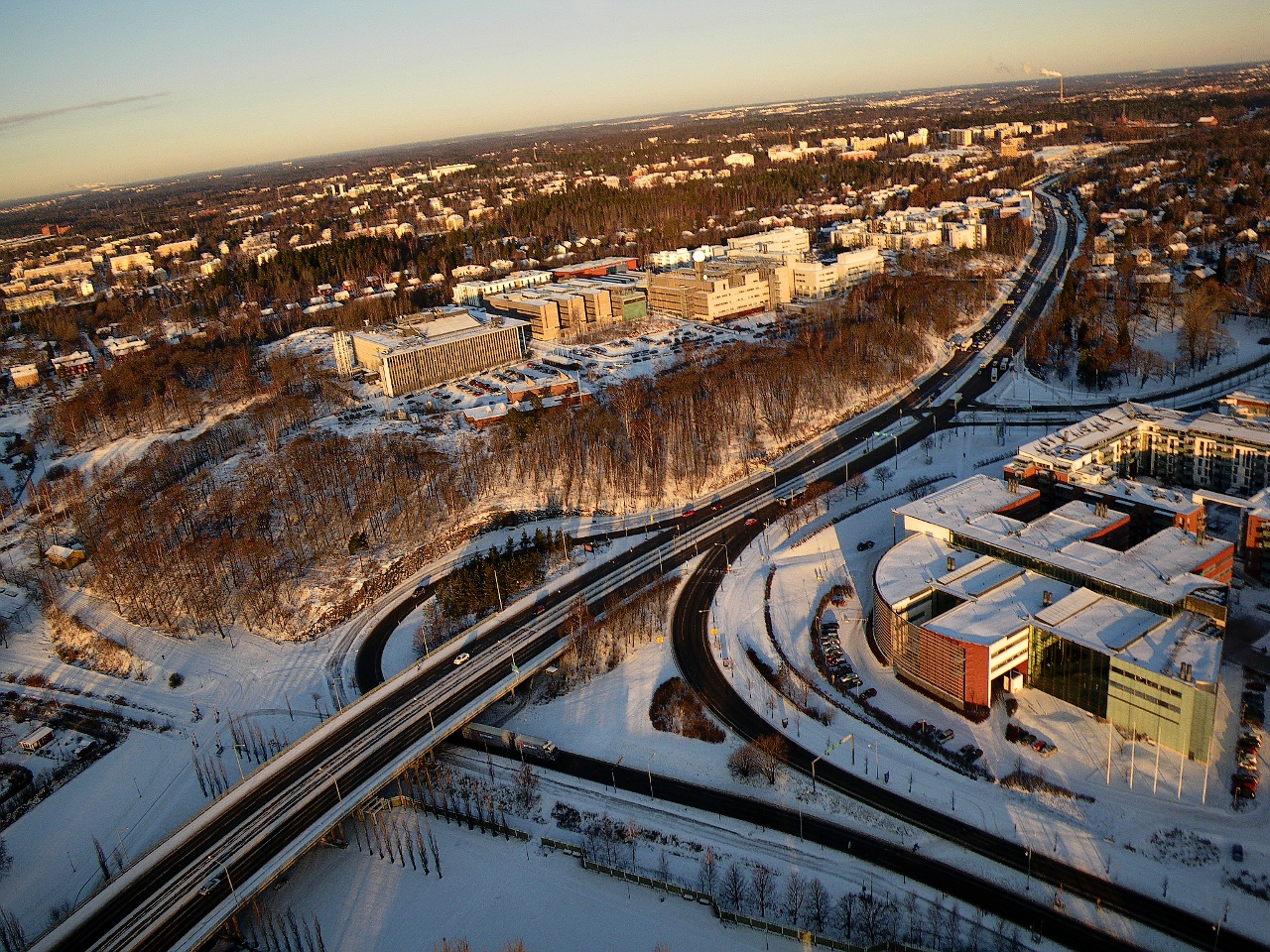
ヘルシンキのハメエンティエとヘルマニン・ランタティエの交差点

ノートン（2008年）やニューマンとケンワーシー（2000年）などの学者による「自動車都市」という呼称は、20世紀の多くの北米とオーストラリアの都市で、公共交通機関よりも自家用車を優先する都市設計と構成の傾向を指して使われ、20世紀末までに、自動車と道路インフラなどは、大都市を表す言葉になった。 。ノートンが著書『Fighting Traffic』で詳述している「自動車都市」の形成は、主に1920年代初頭から1960年代にかけて自家用車の成長を中心としたアメリカの都市交通インフラとサービスの再構成を伴っていた。
1920年代初頭、交通技術者の扇動により、アメリカの都市交通インフラは自動車を中心に再構成され、道路はすべての利用者が平等な空間と定義されていた古いイギリスの慣習法が書き換えられ、道路は自動車に特権を与え、自動車に通行権を与える空間と定義されることとなった（交差点を除く）。
長期にわたって民間の交通機関が中心であったアメリカとオーストラリアの都市は再構成され、都市開発の方向性が劇的に変化した。具体的にはメルボルン（路面電車システムは廃止しなかった）、ロサンゼルス、デトロイトなどの都市の歩道、ベッドタウンとリンクした碁盤の目状の都市レイアウト、高速道路と民間の交通回廊、駐車スペース用の土地の確保など、人工環境の形状から自動車所有のニーズに応えていることがわかる。
これらの地域で前は、自動車は併用軌道を走り、歴史的に正当な道路利用を危険にさらす迷惑なものと一般的にみなされていたが、自動車が普及し、中央集権的で低密度な大都市圏内での人的資本の効率的な分散と移動に自動車の存在が不可欠だと考えられるようになった。1913年、ニューヨークでは頻繁に交通渋滞が発生し、1915年までに多くの人が地下鉄を利用していた。
シカゴの路面電車会社は、1910年から1920年の間に、市内のCBD（中心業務地区）で速度が44%減少した。サンフランシスコでは1914年に、自動車の数が市内の馬車1万台を超えた。1910年までに、ロサンゼルスは人口一人当たりの自動車登録台数が世界最多で、デトロイトをはじめとする中西部の都市も追随した。この時期の北米は、自動車所有率の大幅な増加が顕著であり、民間交通機関と公共交通機関の間で利害対立が生じた。

## 道路ロビーと道路インフラ資源の確保
道路を確保可能な資源であり、潜在的な収入源と見なす様々な交通関係者間の駆け引きは、1920年代から1930年代にかけて激しい対立として顕在化した。特に物議を醸した事例は、1930年代に道路ロビー(Highway lobby)と鉄道ロビーの間で起こった。石油、タイヤ、自動車産業の利害関係者で構成される持株会社ナショナル・シティ・ラインズが、米国45都市の民間電気路面電車システムを買収し、その後廃止した事件である。この理由は明白で、当時運行されていた地下鉄車両1両あたり50台から100台の自動車が置き換えられたのである。
これらは、自動車業界の関係者の間では将来の北米交通の障害と見なされていた。
ナショナル・シティ・ラインズによる路面電車システムの購入と最終的な廃止は、1930年に起きた。その後、1940年に米国議会が競合産業間の多角化を禁止する運輸法を制定した。目的は州際通商委員会によると「各輸送手段の管理が競合機関の手に渡った場合に生じる抑圧や締め付けの恐れから保護すること」であった 。1949年、大陪審はナショナル・シティ・ラインズとその構成会社であるゼネラルモーターズ、スタンダード・オイル・オブ・カリフォルニア、マック・トラックス、 フィリップス石油、ファイアストン・タイヤ・アンド・ラバー・カンパニーを反トラスト法違反の共謀罪で公訴し、最終的に有罪としたが、この決定によって路面電車システムが復活することはなかった。
2億8000万人の乗客は、バスを利用するか、自動車産業に参加するか選択を迫られた。数十年後には、自動車産業の黄金時代が本格的に到来し、ロサンゼルスなどの都市はほぼ完全に自動車依存となった。
北米の自動車都市が急成長を遂げる中で、自動車依存度を高めるインフラの開発と維持には、多額の資金を必要とし、資金確保の運動は、1932年にゼネラルモーターズのアルフレッド・スローンが先頭に立って展開した。彼は自動車業界の複数の利益団体を「全国高速道路利用者会議」に結集させた。ロビー活動の成果として、1957年には多額の米国高速道路信託基金が設立され、米国政府は1952年から1970年の間に高速道路に18億4500万ドルを投資した。一方、鉄道システムには同時期にわずか2億3200万ドルしか投入されなかった。
米国の大手自動車ロビー団体が、自社製品のための道路インフラ資金を確保する決定的な行動を早期に取ったことが、1900年代を通して北米とオーストラリアの自動車都市の成長を形作り、保護するのに役立ち 、ガレージ付きの戸建住宅や道路網、都市スプロール化など明らかに自動車依存が進んだ。一方、同時代のヨーロッパやアジアの多くの国では、自動車ロビー団体の影響力は、同規模の公共交通機関ロビー団体によって和らげられ、自動車依存はそれほど大きくはならなかった。

## 郊外への脱出

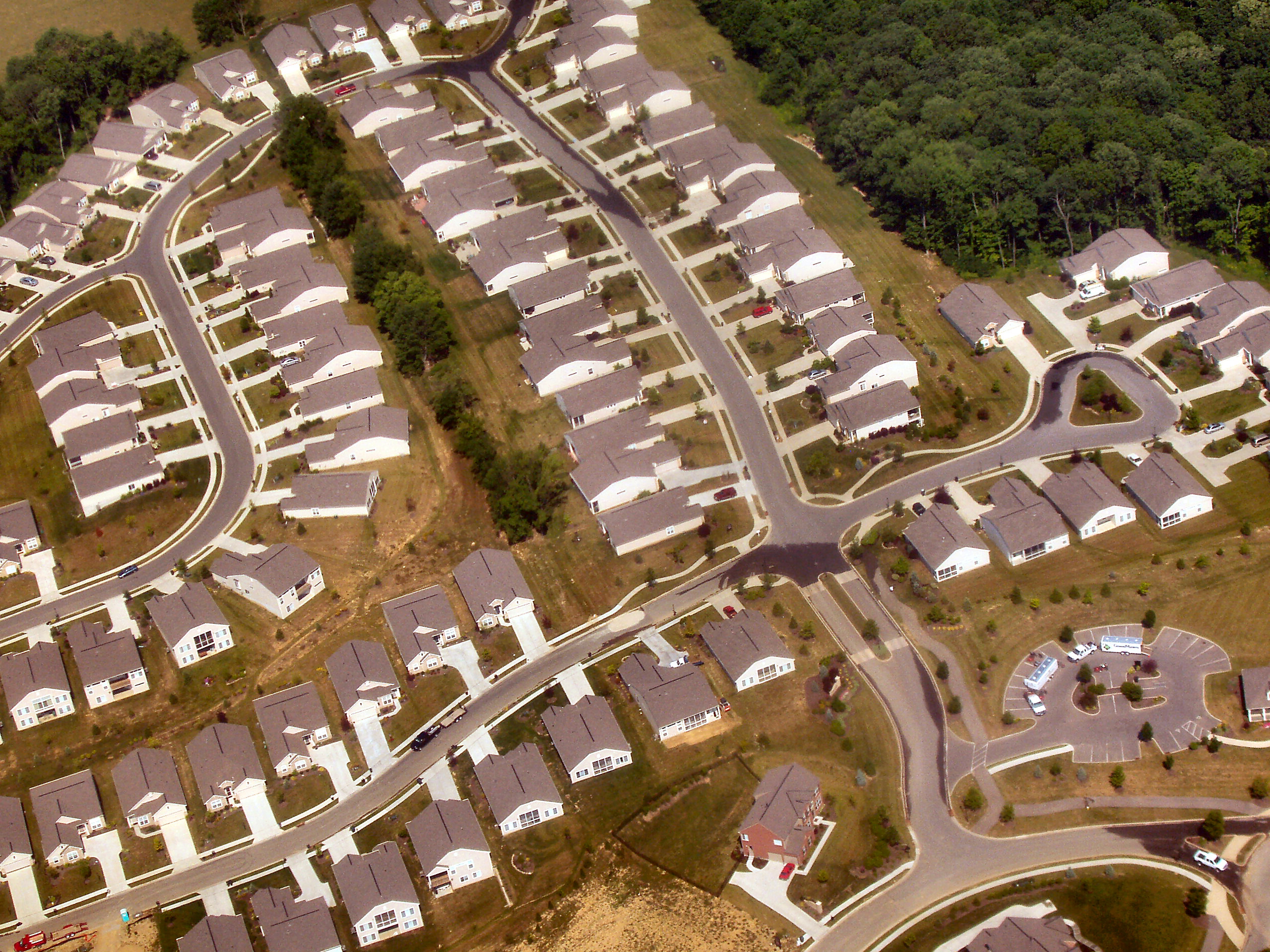
オハイオ州シンシナティ近郊の郊外道路計画

1940年代後半から1960年代前半にかけて、米国とオーストラリアの都市における都市人口の分散と都市化は、同時期の自動車所有率の増加と相関関係にあり、自動車が都市交通の未来であるという政治的期待につながった 。この時期に支配的であった都市構造をめぐる言説は、 1943年のシカゴ計画委員会の論文「戦後アメリカの都市」の中でホーマー・ホイトによって簡潔に表現されている。ホイトは、自動車の台頭によって公共交通機関の固定レールへの依存がなくなり、高密度の「コンパクトシティ」などの古い都市設計概念は第二次世界大戦中の長距離爆撃機の出現によって時代遅れになると主張した。
ホイトの理想的な戦後アメリカ都市構想では、都市周縁部の集合住宅地区にある低密度の都市型ガーデンハウスは、産業や雇用と緑地帯で隔てられ、都市周縁部と主要オフィスビルやデパートに近接する大規模な駐車場を結ぶ幹線道路が個人の交通手段となり、都心部内外で自由な移動と到達を実現するとされていた 。このような自動車依存型の都市化、土地利用の分離、大都市圏の低密度化の提唱は、クラレンス・ペリーの「ネイバーフッド・ユニット」やレイモンド・アンウィンの「ガーデン・サバーブ」などの著名な計画コミュニティシステムに大きく影響を受けていた。

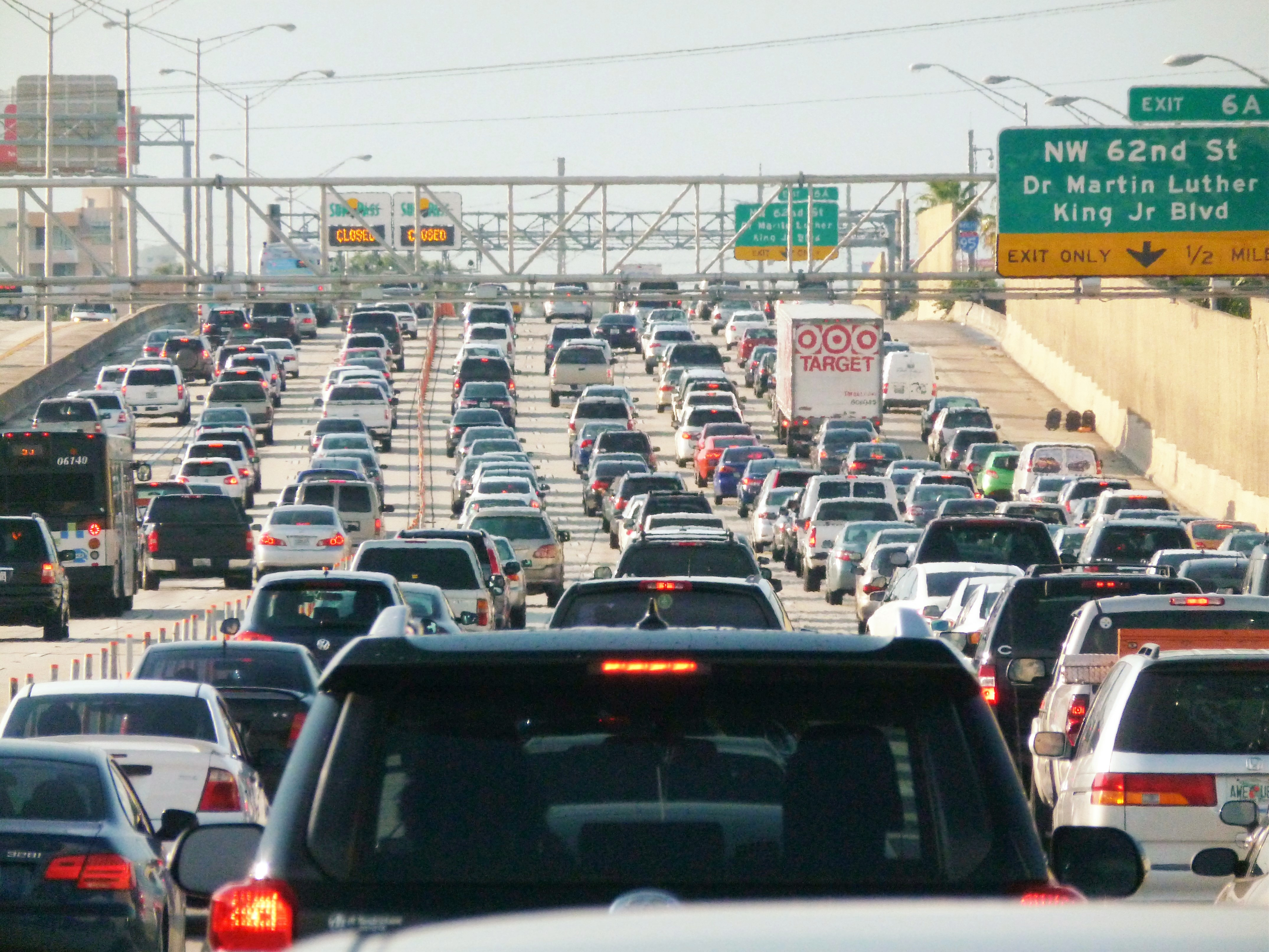
マイアミの交通渋滞、I-95号線北行きラッシュアワー

20世紀初頭から中頃にかけて、大都市圏の周縁部に計画された郊外地域は、都心部の混雑と汚染から逃れる手段として宣伝された。 同じ形態の近隣地域の統合開発と道路中心の都市再開発は、都市からの郊外への人口流出を促し、西部の大都市の分散をもたらした。短期間で、北米の多くの主要都市の交通網に相当な負担がかかり、都市化の過程で、時代遅れと見なされていた大量輸送手段から隔離された、自動車依存の通勤者コミュニティが生まれた。

## 21世紀

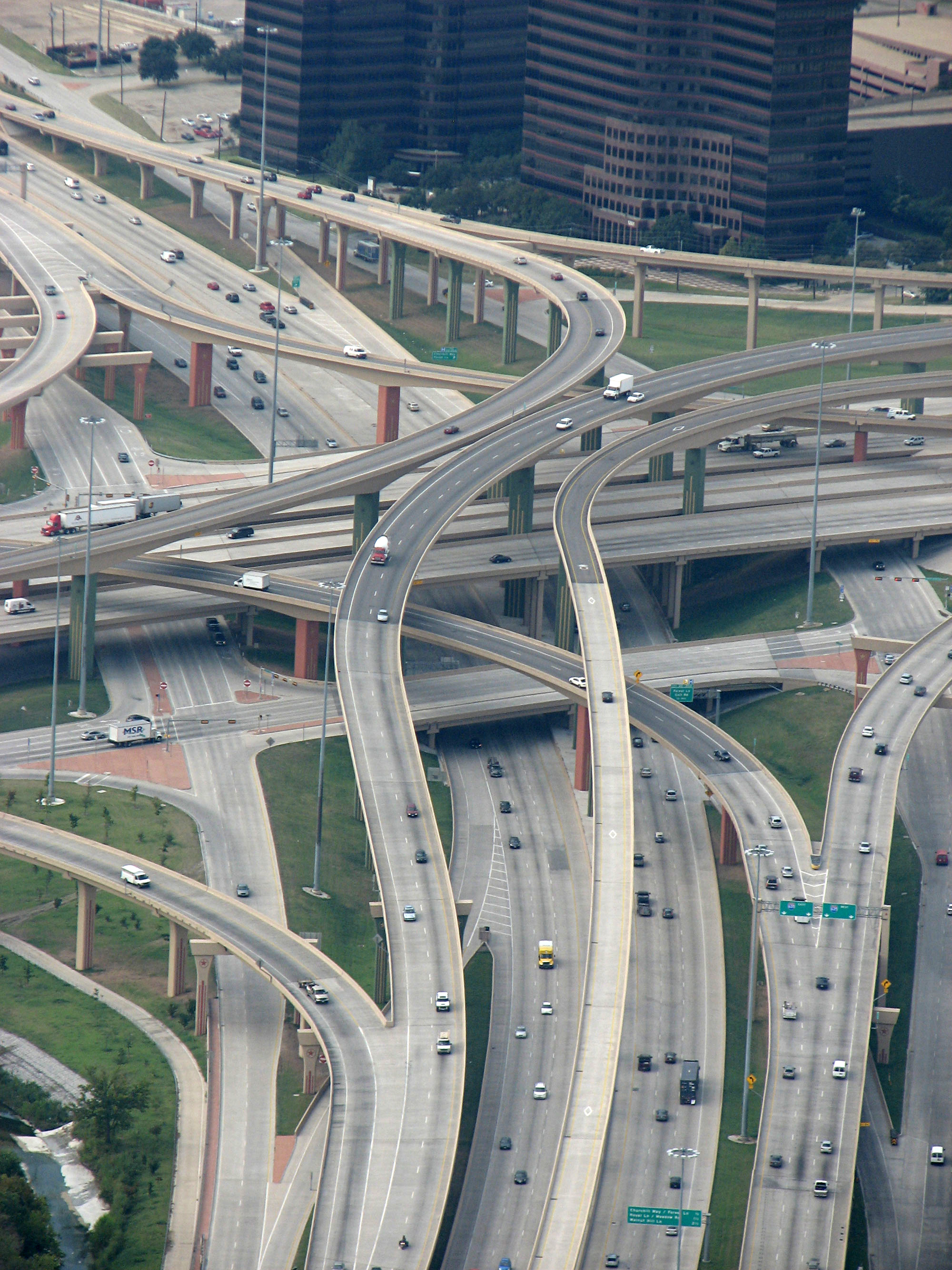
テキサス州ダラスのハイファイブインターチェンジ

ヴァンダービルト（2010）などの学者によって、20世紀の西洋の都市計画は、自動車用に大都市を改造する試みだったと特徴づけられてきた 。分散した大都市圏で市民に提供される私的交通機関と移動性の利点は広く認められているが、物流面で一定以上の人口を効率的に収容する都市を設計することは非常に困難であり、おそらく不可能である。 残念ながら現在の研究では、この交通システムは、解決した問題と同じくらい多くの問題を引き起こしていると指摘されている。
1925年、米国商務長官ハーバート・フーバーは、都市の渋滞コストが年間20億ドルを超えると推定している。2009年にテキサス交通研究所が発行した「都市モビリティレポート（2009）」では、交通渋滞の現在のコスト（燃料の無駄と生産性の損失）は、アメリカ合衆国で872億ドルと推定されている。
オーストラリアでは、20世紀を通して、自動車が「オーストラリア兵の死者よりも多くの人を殺し、多くの負傷者、障害の程度、負傷させ、不具にしてきた」とクラプトンは述べている（クラプトン、2005年、313ページ
21世紀の欧米の自動車都市では、道路技術者は道路インフラの拡張が渋滞を引き起こす誘発需要現象と闘い、道路当局は交通安全、個人交通機関の利用者に与えられる独立性、民主主義社会における様々な道路利用者の権利のバランスをとるよう努めている。一方、土地投機家は、計画機関が車に依存したスプロール現象を促進（または規制しない）している都市で、集合住宅のような通勤者向けの地区を設計し続けている。

## 別項目
- 15分圏都市
- 近接性
- カーフリー都市（英語版）– 自動車のない都市地域
- Jaywalking
- 化石燃料ロビー-化石燃料産業を支持するロビー活動
- 高速道路ロビー（英語版）– 自動車中心社会を提唱する産業界の集合体
- 交通排出ガス（英語版） - 自動車、航空機、機関車、その他のエンジンから排出される大気汚染物質
  - 排気ガス - 燃焼エンジンの燃料反応の結果として排出されるガス
- モーダルシフト
- Motopia
- 持続可能な都市のための17の持続可能な開発目標の11番目（英語版） -
- 公共交通機関不足地域（英語版）
- 公共交通指向型開発 – 公共交通機関を優先する都市計画